# Croton perspeciosus
Espèce
Croton perspeciosus est une espèce de plantes à fleurs du genre Croton et de la famille des Euphorbiaceae, présente au Pérou.